# Chindrieux
Chindrieux är en kommun i departementet Savoie i regionen Auvergne-Rhône-Alpes i sydöstra Frankrike. Kommunen ligger i kantonen Ruffieux som tillhör arrondissementet Chambéry. År 2022 hade Chindrieux 1 488 invånare.

## Befolkningsutveckling
Antalet invånare i kommunen Chindrieux
| Referens: INSEE |